# Tetracanthella quinqueoculata
Tetracanthella quinqueoculata är en urinsektsart som beskrevs av Simòn-Benito och Luciàñez Sànchez 1998. Tetracanthella quinqueoculata ingår i släktet Tetracanthella och familjen Isotomidae. Inga underarter finns listade i Catalogue of Life.